# Панеш, Каплан Мугдинович
Каплан Мугдинович Панеш (родился 4 сентября 1974, Адыгейск, РСФСР, СССР) — российский политический деятель, член ЛДПР, депутат Государственной думы восьмого созыва (с 2021 года), избранный по федеральному списку. Депутат Государственного совета Адыгеи в 2011—2021 годах, генеральный директор Майкопского пивоваренного завода с 2016 года по 2020 год.

## Биография
Каплан Панеш родился 4 сентября 1974 года. В 1996 году он окончил Адыгейский государственный университет по специальности «адыгейский язык и литература», в 2003 году — Московский педагогический государственный университет по специальности «юрист», в 2014 году — Адыгейский государственный университет по специальности «экономист-менеджер». Кандидат экономических наук. В 1991 году работал в среднеобразовательной школе № 2 лаборантом кабинета физики, в 1996—1998 годах был инспектором отдела кадров Краснодарского регионального центра.
В 2011—2021 годах Панеш был депутатом Государственного совета Республики Адыгея пятого и шестого созывов, руководителем фракции ЛДПР. Доцент кафедры «Организация экономики и управления на предприятиях пищевой промышленности» АГУ. В 2021 году стал депутатом Государственной Думы, занял должность заместителя председателя комитета по бюджету и налогам.
С 2022 года Панеш находится под санкциями всех стран Европейского союза, Великобритании, США, Канады, Швейцарии, Австралии, Японии, Украины, Новой Зеландии.

## Награды
- Орден Дружбы (29 августа 2024)[2]
- Медаль «Слава Адыгеи» (9 декабря 2015) — за большой вклад в развитие экономики и бизнеса Республики Адыгея